# Барре, Вильям Винсент
Вильям Винсент Барре (англ. William Vincent Barré; 1760? — 1829) — англо-французский публицист и поэт, переводчик, историк.
Родился в Германии, в семье французских эмигрантов-гугенотов. Служил в русской армии. Во время революции вернулся во Францию, участвовал в Итальянском походе в звании капитана. Был личным переводчиком Бонапарта, однако написал несколько сатирических стихотворений в адрес будущего императора, после чего, преследуемый полицией, бежал в Великобританию. Писал исторические трактаты и политические памфлеты по-английски, стихи по-французски. Покончил с собой в Дублине при не вполне ясных обстоятельствах.